# 프란시스코 곤살레스 보카네그라

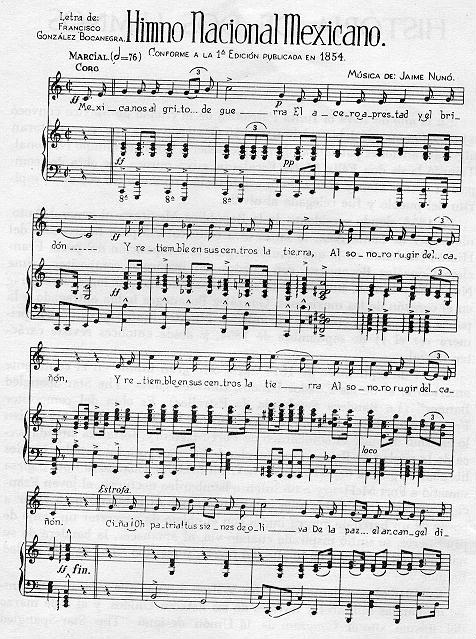

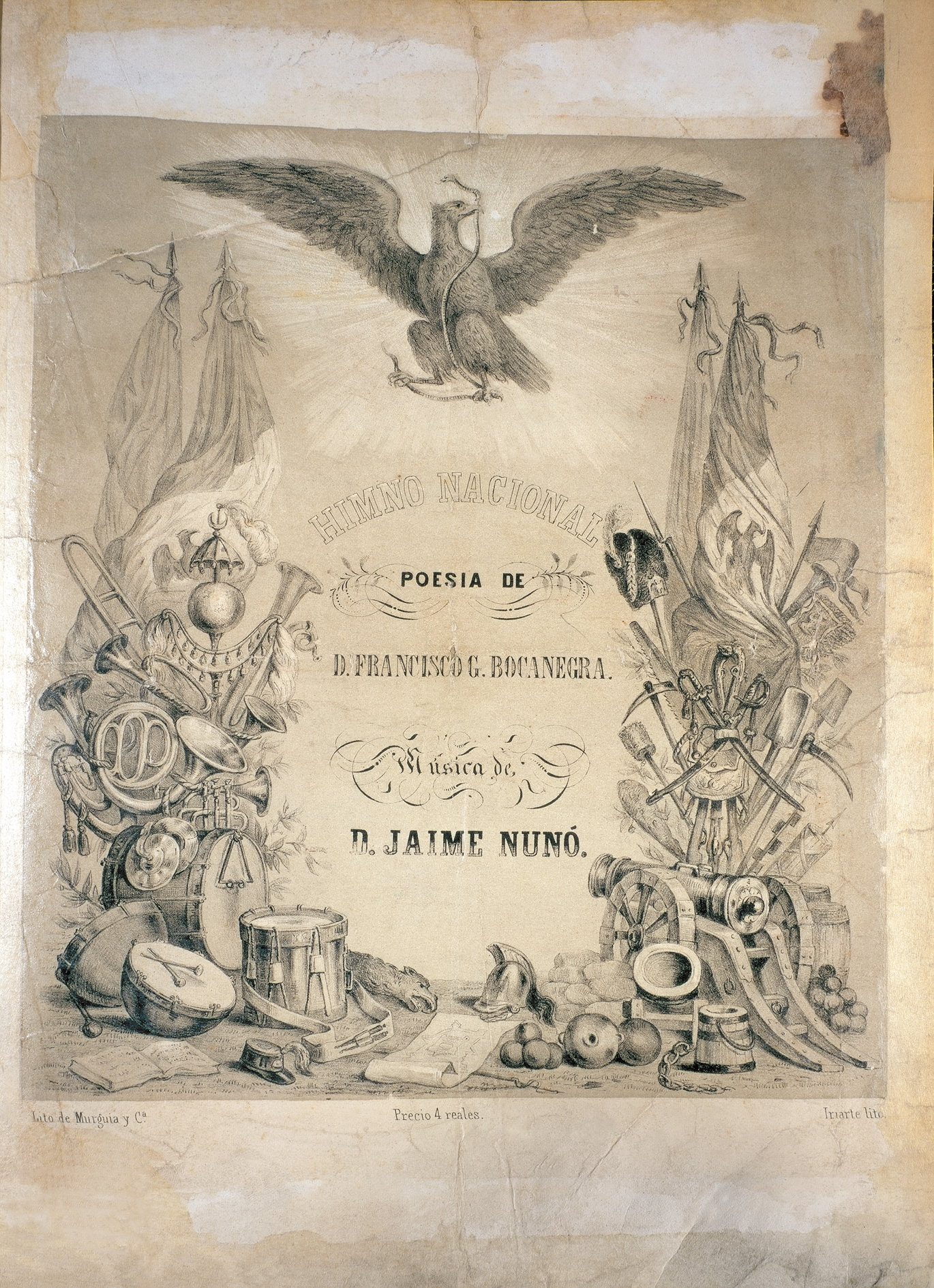

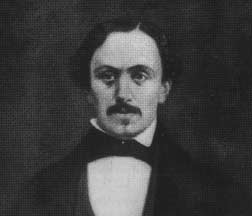
프란시스코 곤살레스 보카네그라

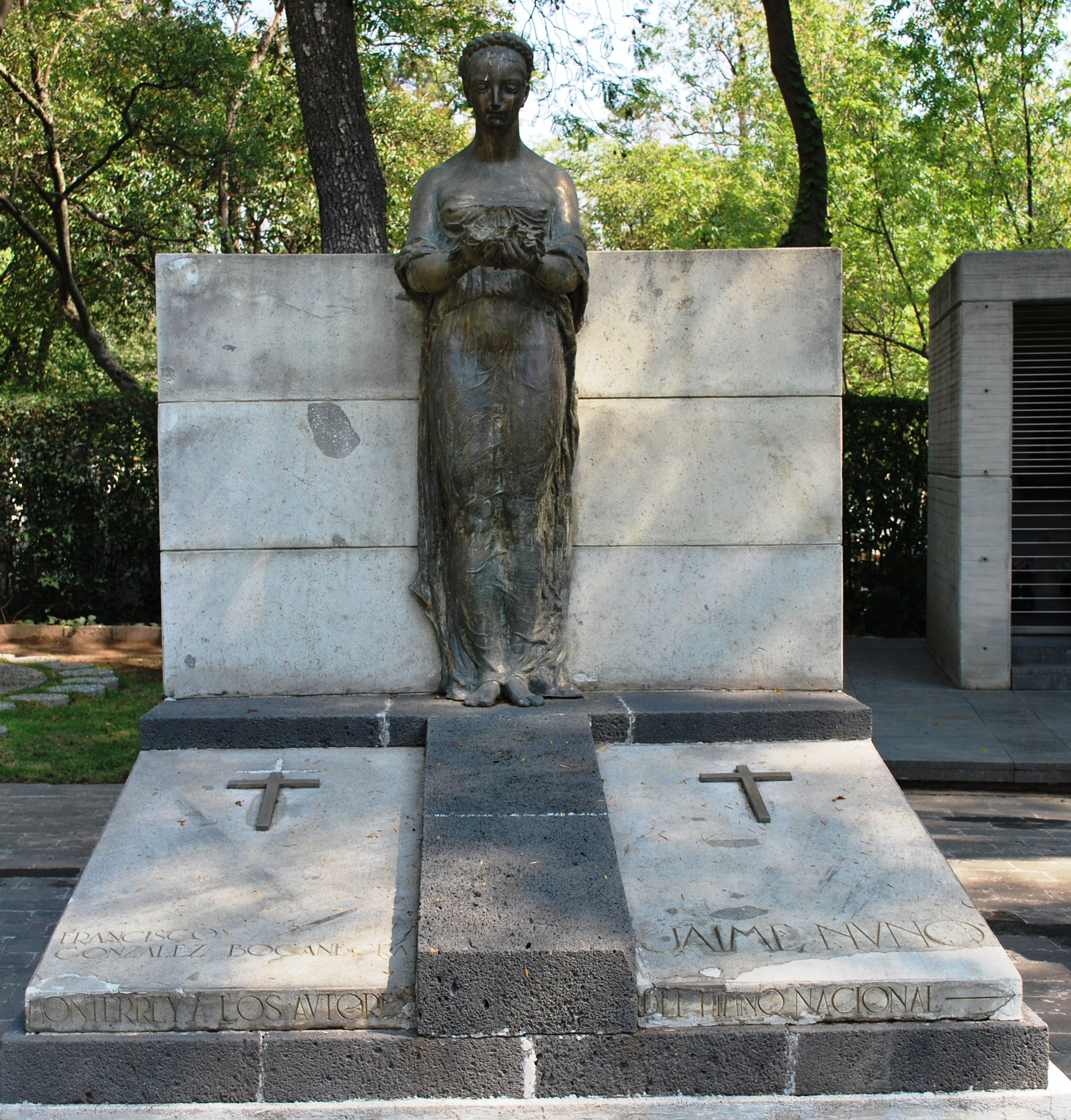

프란시스코 곤살레스 보카네그라(스페인어: Francisco González Bocanegra, 1824년 1월 8일 ~ 1861년 4월 11일)는 멕시코의 시인으로, 1853년 멕시코 국가인 《조국에 평화를》 을 작사한 사람으로도 알려져 있다.

## 일대기
그는 산 루이스 포토시에서 에스파냐 군인 호세 마리아 곤잘레스 야네스와 프란체스카 보카네그라 이 비얄판도 사이에서 태어났다. 그의 동생은 대통령이었다. 그의 가족은 1827년 스페인으로 추방되었으며 1836년 되돌아왔다.
1861년 사망하였다.

## 멕시코 국가 관련
1850년대 초 멕시코에서 국가 경연 대회가 열렸는데, 그 무렵 그는 영문도 없이 갇혀 있었다. 하지만 갇혀있는 동안에 그는 가사를 썼고, 대회에서 승리할 수 있었다.

## 같이 보기
- 멕시코의 국가
- 하이메 누노 로카